# شهرستان وسکا (مینه‌سوتا)
شهرستان وسکا، مینه‌سوتا (به انگلیسی: Waseca County, Minnesota) شهرستانی در ایالات متحده آمریکا است که در مینه‌سوتا واقع شده‌است.